# Horrenberg

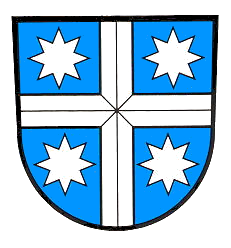
Wappen von Horrenberg

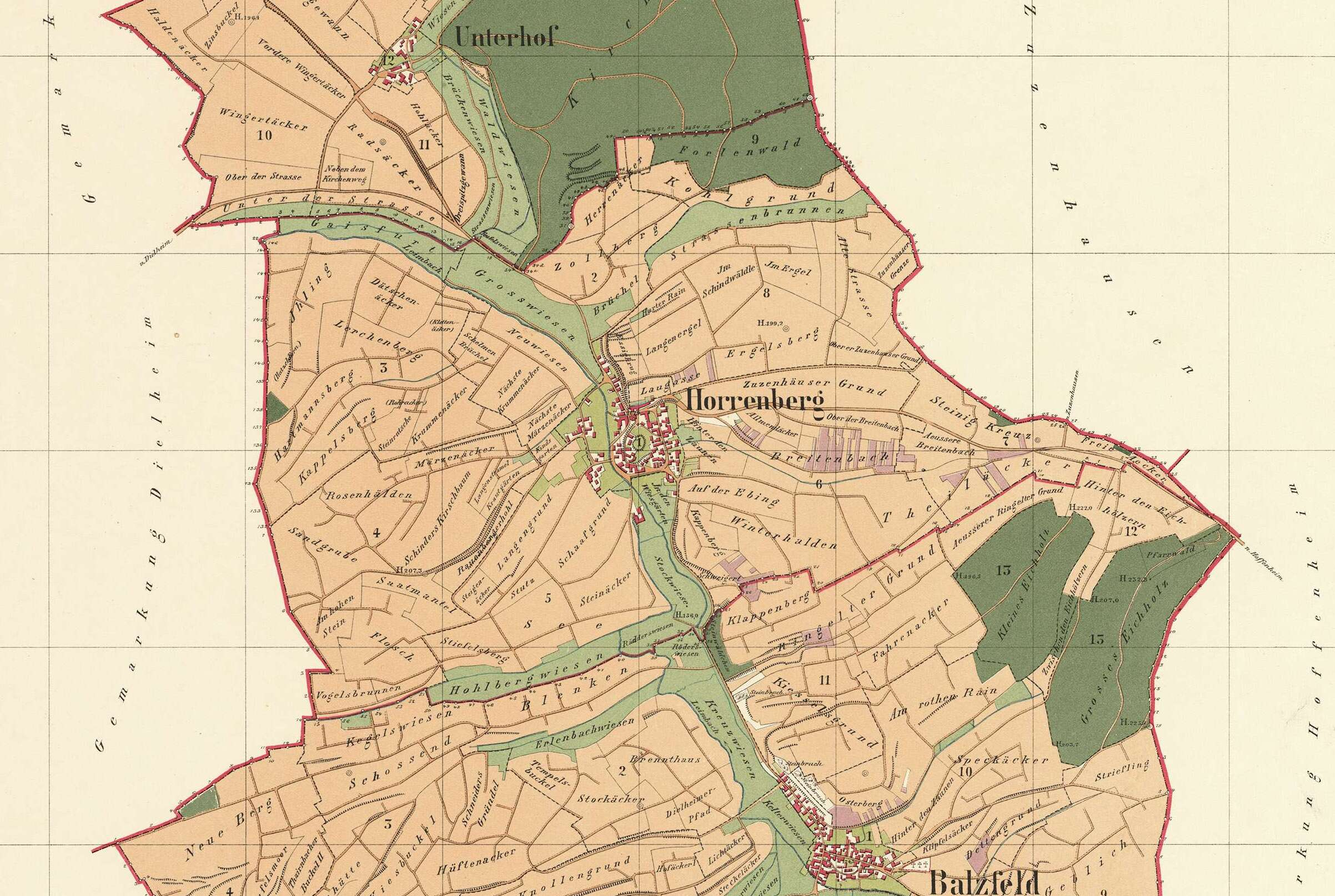
Gemarkung Horrenberg, Stand 1878

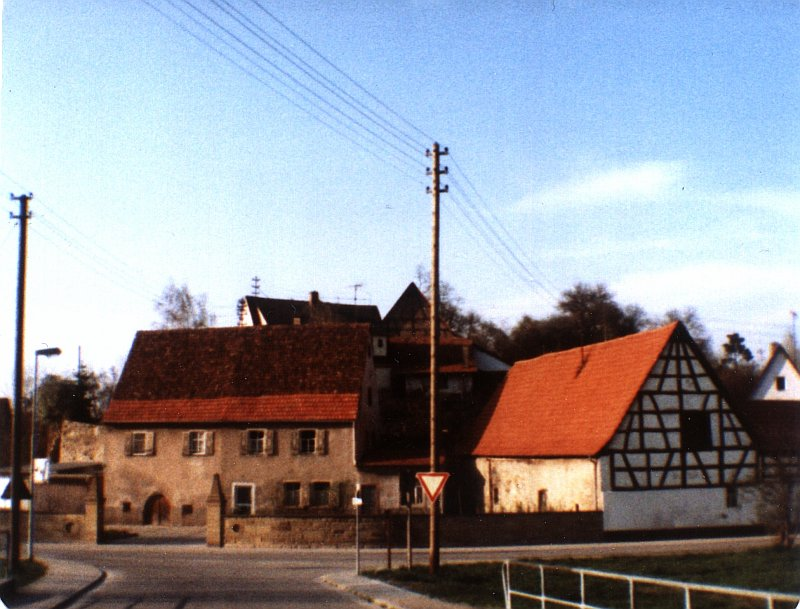
Burghügel in Horrenberg

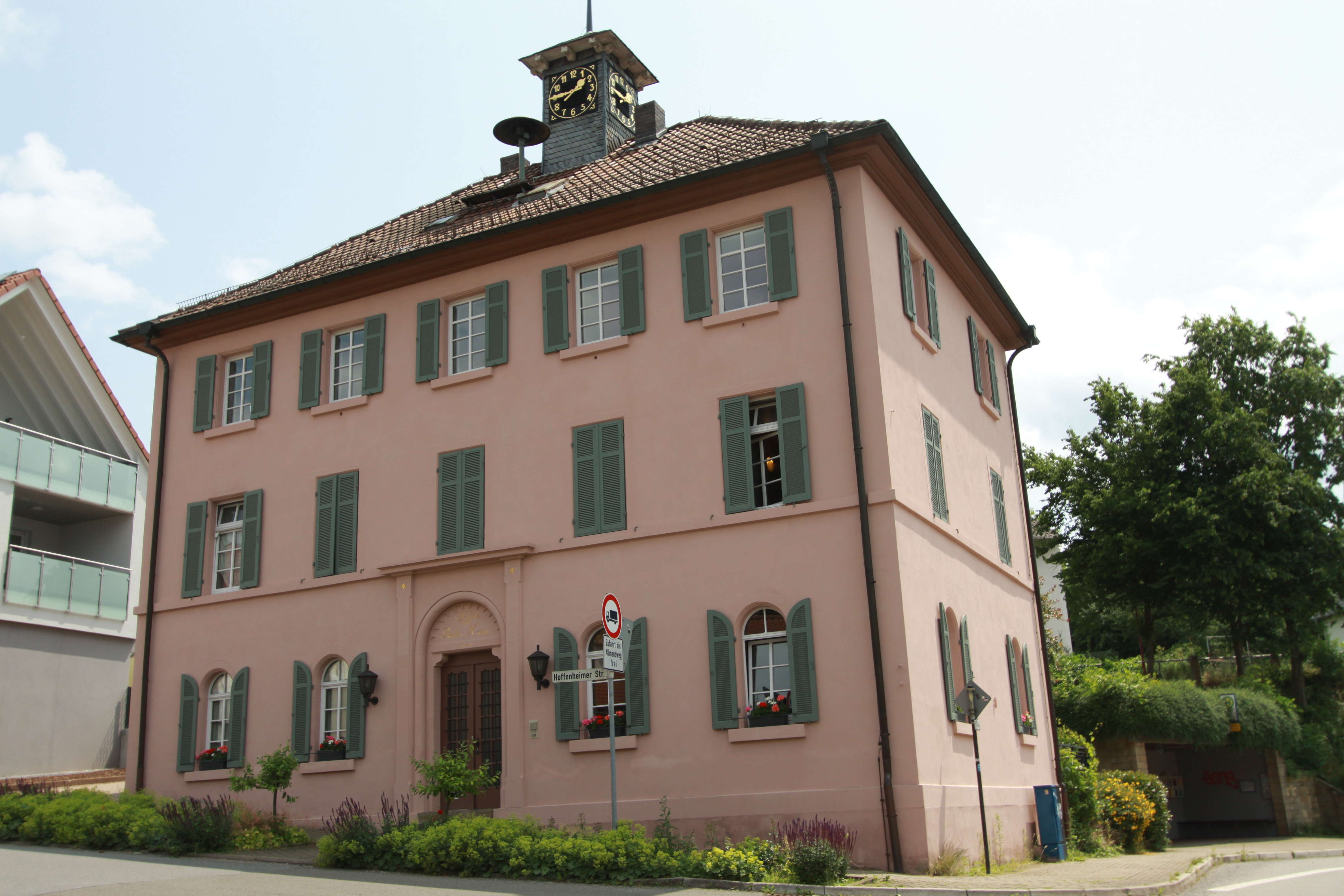
Altes Rathaus in Horrenberg

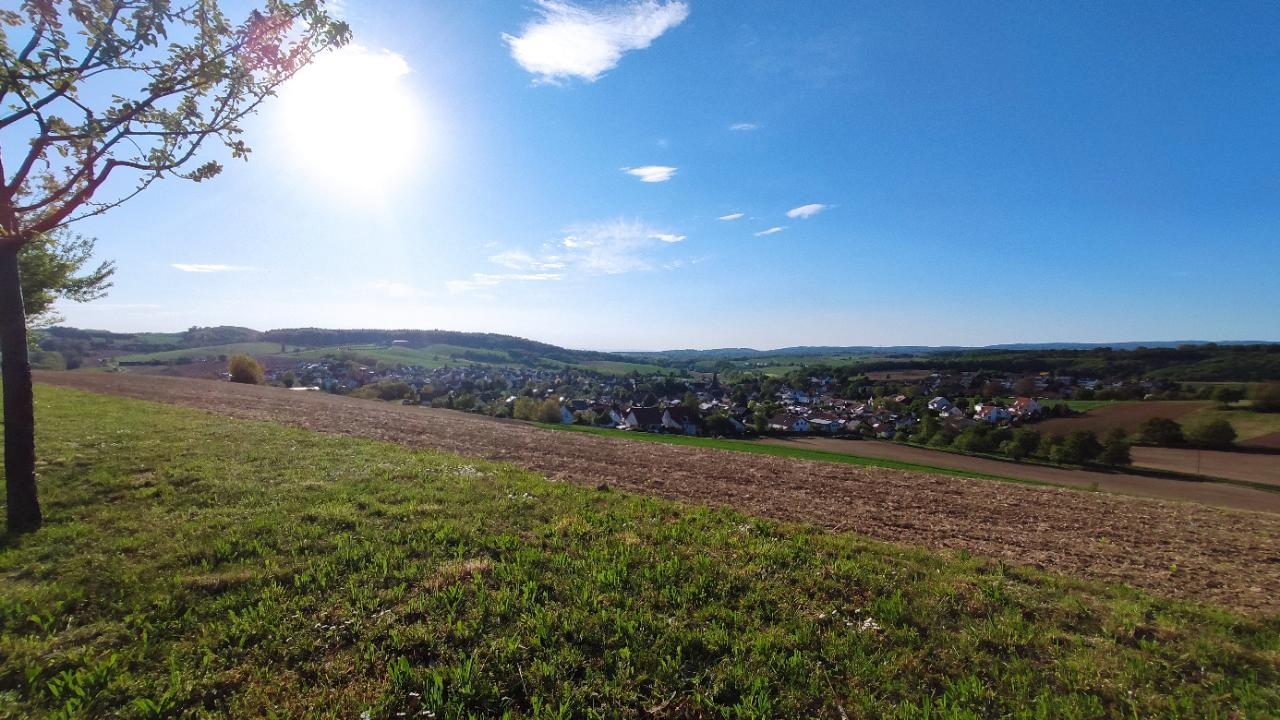
Blick auf den Ort

Horrenberg ist eine Ortschaft im Nordwesten von Baden-Württemberg. Es bildet heute einen Teil der Gemeinde Dielheim im Rhein-Neckar-Kreis.

## Geographie
Horrenberg liegt im nördlichen Kraichgau am Oberlauf des Leimbaches. Die Umgebung ist flachwellig und landwirtschaftlich geprägt.
Benachbarte Gemeinden und Gemarkungen (auch ehemalige) sind, beginnend im Nordosten und dann im Uhrzeigersinne, Zuzenhausen, Hoffenheim, Balzfeld, Dielheim und Unterhof.

## Geschichte
Horrenberg bildet einen Ausbauort des hohen Mittelalters. 1273 wurde es urkundlich erstmals erwähnt als Horrenburch, was sich von hör, Sumpf oder Schmutz ableitet. Der Name bezieht sich auf eine Burg und ging allmählich auf eine sich anschließende Siedlung über.

## Verwaltungszugehörigkeit
Horrenberg gehörte zum Gebiet des Speyerer Hochstifts, wo es zum Amt Rotenberg zählte. Zwischen 1238 und 1455 gab es im Ort niedrigen Adel. Von 1463 bis 1507 war Horrenberg an die Kurpfalz verpfändet. Mit der Auflösung des Hochstifts 1803 fiel es an Baden.
In den ersten Jahren kam es dort zu einem mehrfachen Wechsel. Auf das Amt Wiesloch folgten das Amt Kislau, das Stabsamt Rauenberg und letztlich 1810 das Bezirksamt Wiesloch. Es wurde 1938 aufgelöst, Horrenberg dem Bezirksamt Heidelberg zugewiesen. Aus diesem ging 1939 der gleichnamige Landkreis hervor.

## Gemeinde
Horrenberg hatte früher eine eigenständige Gemeinde gebildet, 1842 errichtete sie ein Rathaus. Im März 1972 wurden Horrenberg, Balzfeld, Ober- und Unterhof nach Dielheim eingemeindet.

## Verkehr
Durch Horrenberg verläuft die Landesstraße 612, die Wiesloch im Westen mit Hoffenheim im Osten verbindet. Von ihr zweigt die Kreisstraße 4271 ab, die nach Tairnbach im Süden führt.

## Religionen
Während es im Ortsteil Balzfeld bereits im Mittelalter eine katholische Kirche gegeben hatte, bekam Horrenberg erst 1951 eine eigene. Eine evangelische Kirche gibt es nicht.